# Habitat dispersé
L'habitat dispersé est un des deux types d'habitat humain en milieu rural, résultant généralement des activités agricoles et de la géographie. L'habitat est qualifié de dispersé quand la majeure partie de la population d'une zone donnée (terroir ou village) habite soit dans des hameaux soit dans des fermes isolées. Au contraire, dans l'autre type d'habitat rural - l'habitat concentré (ou groupé) - la population s'implante préférentiellement autour d'un bourg principal.

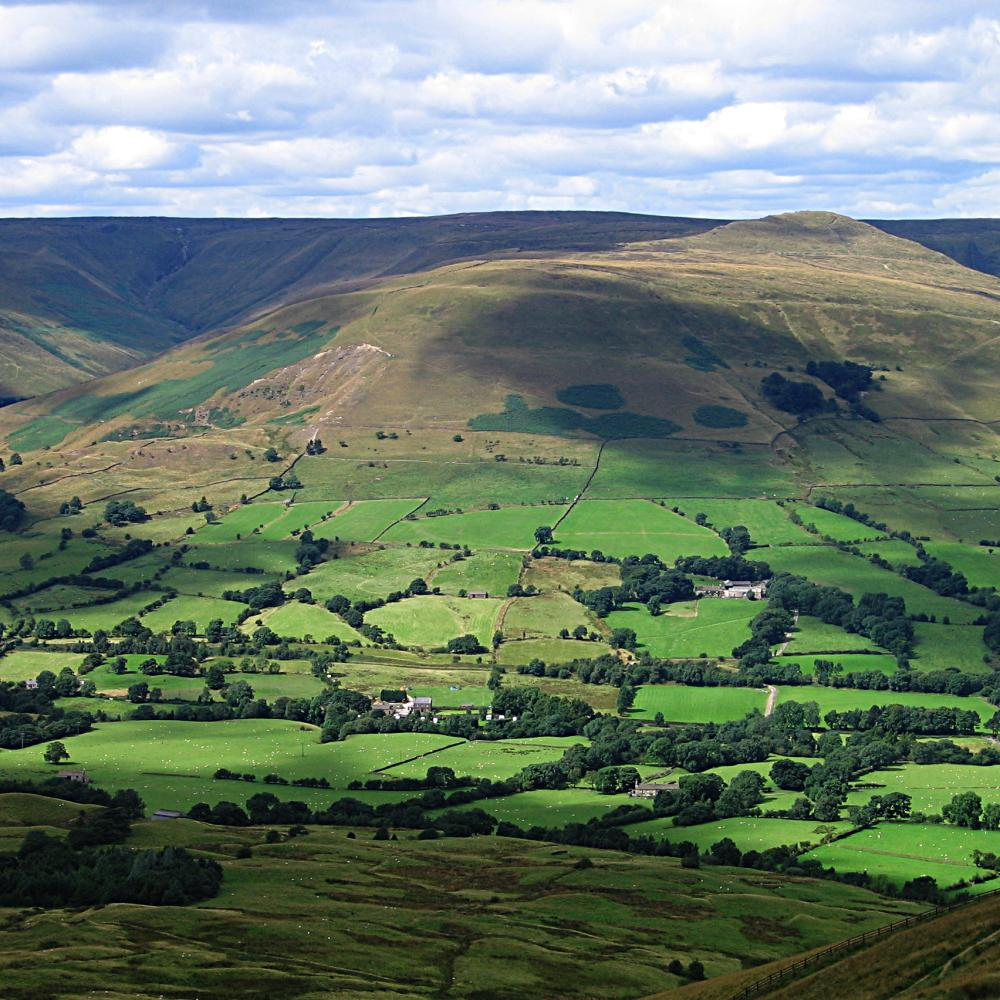
Habitat dispersé dans le Parc national de Peak District, en Angleterre (2005).

Historiquement, on trouve ce type d'habitat dans certaines contrées de France, des Pays-Bas, de Belgique, en Angleterre, en Écosse, en Irlande, en Galice, les Alpes du nord, de nombreuses régions d'Allemagne, etc. En Europe l'habitat dispersé est le plus souvent lié à un système agraire de prairies permanentes et de bocages ou semi-bocages, c'est-à-dire là où l'élevage bovin sédentaire de production laitière tiens traditionnellement une grande place. La traite quotidienne des vaches et leur entretien nécessite en effet que les paysans vivent de façon permanente au plus près des lieux de pâture de leurs bêtes, afin d'éviter des déplacements journaliers trop longs et contre-productifs, alors que dans les régions plus spécialisés dans la production céréalière (où le paysage est typiquement une campagne ouverte), les paysans n'ont pas cette nécessité et peuvent se regrouper dans de gros villages, loin de leurs champs, pour mettre en commun certains travaux. La spécialisation agricole des différentes régions et la structure agraire qui lui est associée définit donc le type d'habitat rural qui lui est lié. Par conséquent, la présence d'enclos, de talus et de haies entourant des pâtures est souvent le signe de l'importance de l'élevage laitier et donc de la présence d'un habitat dispersé. 
On trouve un autre cas en Amérique du Nord, avec l'installation dans les plaines de l'Ouest américain de fermes isolées lors de la création des Township. 
En France, c'est typiquement dans les zones de bocage spécialisées (au moins en partie) dans l'élevage laitier sédentaire (sans transhumance lointaine) et la polyculture, nécessitant des soins quotidiens constants tout au long de l'année, que l'habitat est principalement dispersé. C'est particulièrement le cas dans le Grand Ouest français. Il est moins présent dans les zones anciennement spécialisées dans la culture céréalière dont le paysage est la campagne (ou champagne en vieux français, qui signifie "champs ouvert", dit openfield en anglais, la campagne désigne donc en principe l'inverse du bocage). Dans le Grand Ouest français, avec la mutation de l'économie (industrialisation puis tertiarisation), l'habitat sub-urbain s'est souvent développé dans les campagnes sur la base de cette ancienne structuration avec une construction immobilière qui s'installe sur les voies rurales en comblant des écarts entre les fermes. 
Souvent on trouve une juxtaposition de territoires à spécialisations différentes. Ainsi dans le Nord-Pas-de-Calais par exemple, le Boulonnais, le Houtland flamand, la plaine maritime flamande, la plaine de la Lys, la Pévèle, la plaine de la Scarpe et l'Avesnois sont des zones bocagères ou anciennement bocagères, où l'élevage laitier et la polyculture tiennent ou ont longtemps tenu une place majeure dans la production locale, l'habitat y est donc dispersé en de nombreuses fermes isolées ou en très longs villages-rues. Tandis que sur les bas plateaux crayeux du Mélantois, de la Gohelle et de l'Ostrevent, ainsi que sur les vastes collines de l'Artois et le Cambraisis, les céréales sont la production principale depuis des siècles, l'élevage laitier n'y est qu'une production complémentaire, l'habitant est donc groupé en gros villages espacés par de vastes zones de champs ouverts et inhabités. Dans l'ouest du Pas-de-calais, sur la partie occidentale des collines de l'Artois, on trouve même un système intermédiaire assez original, où de nombreux petits village-nébuleuses à l'habitat relativement groupé, de manière toutefois assez étalée, sont entourés de pâturages enclos de haies (et donc entourés d'un espace de bocage formant une "nébuleuse" autour du village, les pâtures sont à proximité des fermes du village) alors que les espaces entre ces villages et leurs nébuleuses de bocage sont occupés par de la campagne ouverte où l'on cultive les céréales.
En Galice, la population est dispersée en de très nombreuses entités : 32000 entités réparties sur un territoire de moins de 30 000 km2. Cette caractéristique est aussi visible à un degré moindre dans les autres régions de la côte Atlantique ainsi qu'en Navarre.
L'habitat dispersé est aussi caractéristique de certains peuples comme les Walser.